# Кисліцин Олексій Микитович
Олексій Микитович Кисліцин (рос. Алексе́й Ники́тович Кисли́цын; 27 травня 1914, Ключі, Вятська губернія — 16 грудня 1949, Одеса) — майор Робітничо-селянської Червоної Армії, учасник Німецько-радянської війни, Герой Радянського Союзу (1944).

## Біографія
Олексій Кисліцин народився 27 травня 1914 року в починку Ключевському (нині — село Ключі, Верхошижемський район Кіровської області). Закінчив сім класів школи та курси рахівників, після чого працював на пошті у Горькому. Пізніше працював теслею в Свердловській області, потім на будівництві Ярославського гумово-азбестового комбінату. У 1936 році був призваний на службу до Робітничо-селянської Червоної Армії. З вересня 1941 року на фронтах другої світовой війни. Брав участь у боях у Новгородській області, чотири рази був поранений. У січні 1944 року закінчив Об'єднані фронтові офіцерські курси, після чого командував батальйоном 219-го гвардійського стрілецького полку 71-ї гвардійської стрілецької дивізії 6-ї гвардійської армії 1-го Прибалтійського фронту. Відзначився під час визволення Вітебської області Білоруської РСР.
22 червня 1944 року батальйон Кисліцина прорвав німецьку оборону в районі сіл Товстики та Тропіно Шумілінського району, а потім взяв активну участь у звільненні станції Сиротине та безпосередньо райцентру Шуміліно. Завдяки вмілому керівництву Кисліцина батальйон у тих боях зазнав незначних втрат. 25 червня 1944 року батальйон вийшов до Західної Двіні і підручними засобами переправився через неї, після чого захопив плацдарм на західному березі річки. Противник зробив ряд контратак, але вони були успішно відбиті. Перейшовши в наступ, батальйон взяв активну участь у визволенні селища Бешенковичі.
Указом Президії Верховної Ради СРСР від 22 липня 1944 року за «зразкове виконання бойових завдань командування на фронті боротьби з німецькими загарбниками і виявлені при цьому мужність і героїзм» гвардії майор Олексій Кисліцин був удостоєний звання Героя Радянського Союзу.
Після закінчення війни Кисліцин був звільнений у запас. Спочатку мешкав у Ярославлі, пізніше переїхав до Одеси, де працював директором одного з місцевих заводів.
Помер від туберкульозу 16 грудня 1949 року.
Був також нагороджений орденом Великої Вітчизняної війни 2-го ступеня та медалями.